# Charlie Grall
Pour les articles homonymes, voir Grall.
Charlie Grall est un journaliste et militant indépendantiste breton.

## Biographie
Il a été militant du Front de libération de la Bretagne (FLB) dans les années 1970. A ce titre, il a fait sauter le pylône de Roc'h Trevezel, en compagnie du futur éditeur Martial Ménard, en 1974. Charlie Grall relate le détail de cette opération dans le film consacré à Martial Ménard, E jardrin ur stourmer. Il rejoint ensuite les rangs d'Emgann dans les années 1980 avant de s'en éloigner et de se rapprocher de l'Union démocratique bretonne.
Le 30 mai 1979, il participe à l'attaque de la maison secondaire du commissaire Roger Le Taillanter à Bréhec. Le 1er juin 1979, il est arrêté dans la matinée sur un parking à Rostrenen. Charlie Grall et 15 autres militants sont placés en détention provisoire. Il est condamné par la Cour de sûreté de l'État en 1979, mais sort de prison en 1981, amnistié par François Mitterrand.
Il est le fondateur et responsable de l'hebdomadaire Breizh Info dont la parution a cessé en avril 2001. Il a été arrêté et incarcéré, le 30 septembre 1999, pour « association de malfaiteurs en relation avec une entreprise terroriste ». Il est mis en examen par le juge Laurence Le Vert dans le dossier pénal du vol d’explosifs de Plévin. Il a été libéré quelques jours plus tard et placé sous contrôle judiciaire, après que son avocat eut déposé une demande de libération pour raison médicale. Il a subi plus tard une nouvelle garde à vue.
En juin 2005, la cour d'assises spécialement composée de magistrats professionnels (cour d’assises sans jurés) siégeant à Paris prévue dans les affaires de terrorisme   l’a condamné à six ans de prison. Il a fait appel de cette décision.
En octobre 2012, il est rejugé et à nouveau reconnu coupable. Il est condamné à deux ans de prison avec sursis.

## Ancien journal
Breizh Info est le nom d'un hebdomadaire nationaliste breton, créé par Charlie Grall en 1996 dans la lignée de la création du Poher Hebdo pour soutenir le maire de Carhaix Christian Troadec et qui a cessé de paraître en 2001 pour devenir  Bretagne Hebdo, journal qui a été condamné pour diffamation à la suite d'une plainte de l'écrivaine Françoise Morvan par jugement en date du 7 octobre 2004. Le journal a alors disparu mais son directeur Yann Goasdoué a été aussitôt décoré du Collier de l'Hermine par l'Institut culturel de Bretagne.

### Œuvres de Charlie Grall
- Un combat pour la Bretagne, entretien avec Guy Le Corre, journaliste, Éditions Spered Gouez, 2006.
- Fier d'être Breton, Éditions Spered Gouez, 2007,  (ISBN 9782916820-026)
- Le problème breton en 20 questions, Éditions des Montagnes noires, 2012,  (ISBN 9782919305339)
- Pays Basque Les chemins de la paix, Spered Gouez, 2012[4].
- Breizh Info et l'imposture de l'extrême droite, Éditions Spered Gouez,2016, 96 p., (ISBN 978-2-916820-11-8)[5]

### Sur Charlie Grall
- Georges Cadiou, « Breizh Info », dans EMSAV : Dictionnaire critique, historique et biographique : Le mouvement breton de A à Z du XIXe à nos jours, Spézet, Coop Breizh, 2013, 439 p. (ISBN 978-2-84346-587-1), p. 52
- Lionel Henry, Dictionnaire biographique du mouvement breton, Yoran Embanner, 2013, p. 167.